# 丹麥理工大學
丹麦技术大学（丹麥語：Danmarks Tekniske Universitet，缩写为DTU），坐落于丹麦首都哥本哈根大区，由著名物理学家奥斯特于1829年创建。这是一所历史悠久、科研实力雄厚的世界顶尖理工大学，世界最具创新力大学之一，是欧洲卓越理工大学联盟、北欧五校联盟成员之一。
2015年泰晤士高等教育排名，其工学位列世界第31，欧洲第9，北欧第1；在2015软科世界大学学术排名（ARWU），其工学位列世界第38，大欧洲（含英国）第6，北欧第1。2017年USNews世界大学排名中，其工学位列世界第18，欧洲第4，北欧第1。综合位列2022QS世界大学排名第99位，2019软科世界大学学术排名第101-150，2020泰晤士高等教育世界大学排名第184位，2020U.S. News世界大学排名第148位。
丹麦技术大学是世界人均教育资源最丰富的高校之一，师生比约为1：4，拥有世界先进设施，学生享有丰富人均资源。其也与世界众多一流大学之间互有交流协议（包括加州理工学院、苏黎世联邦理工学院、新加坡国立大学、康奈尔大学、清华大学等）。

## 校园

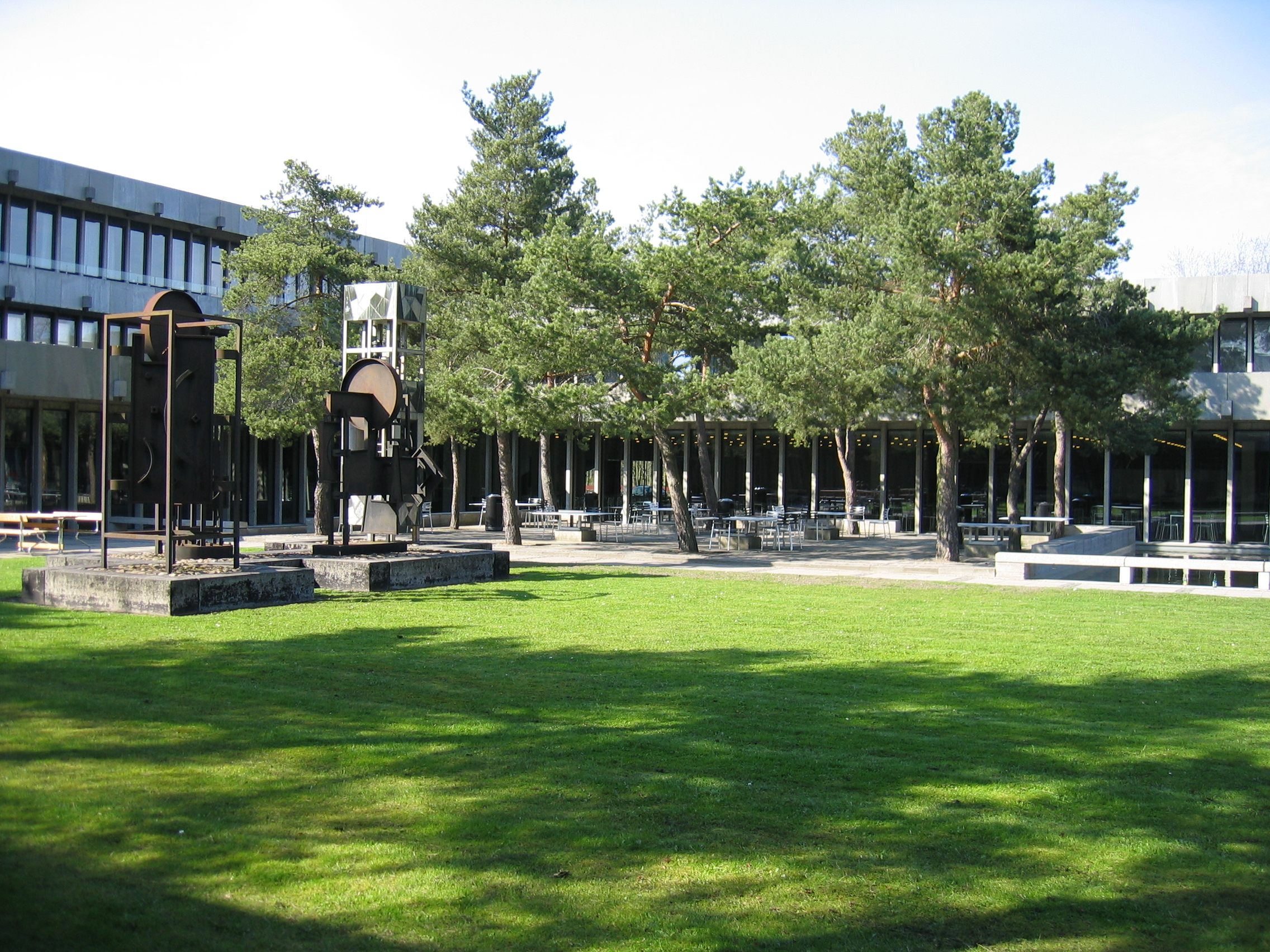
DTU校园一角

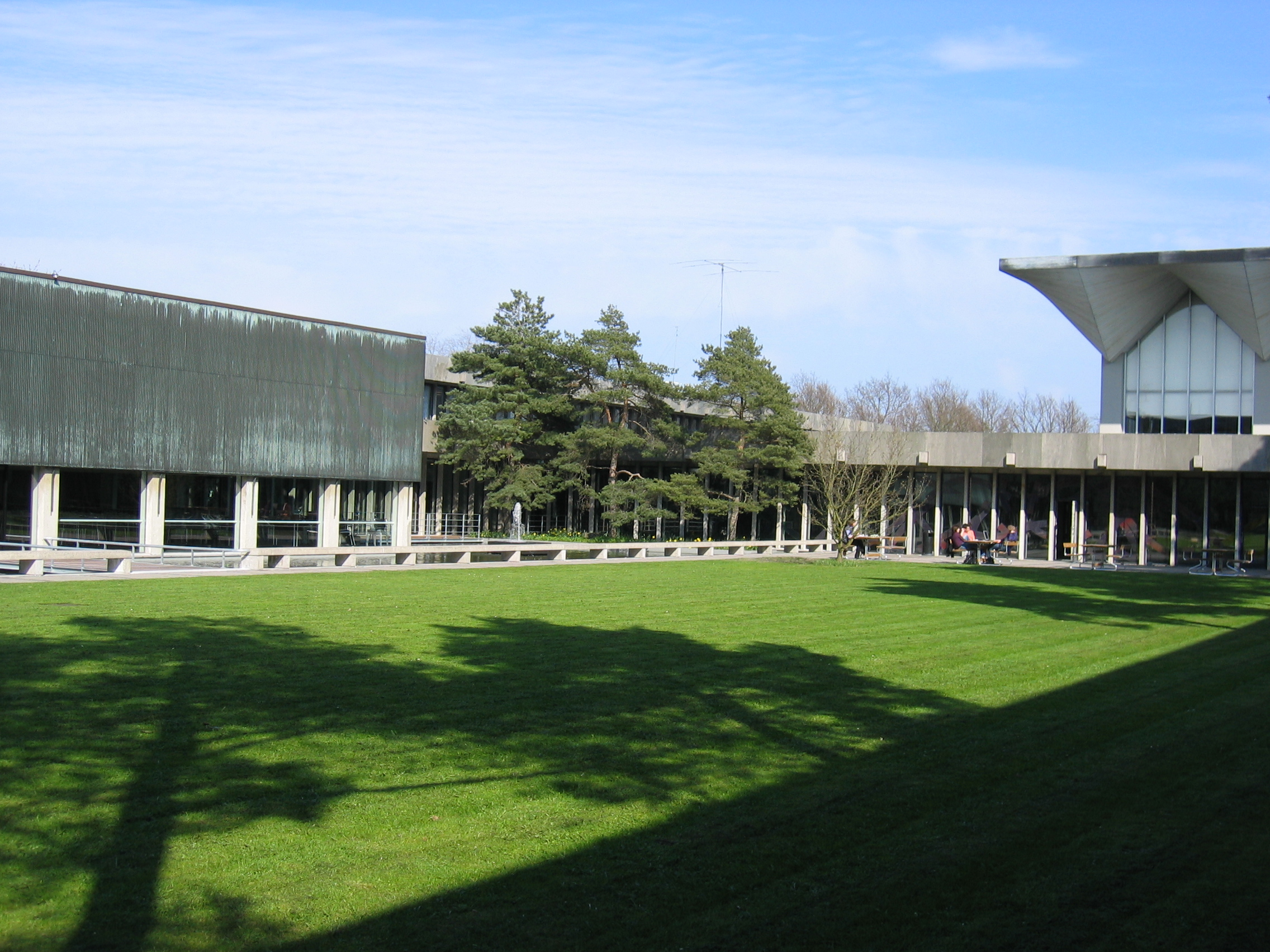
DTU体育馆

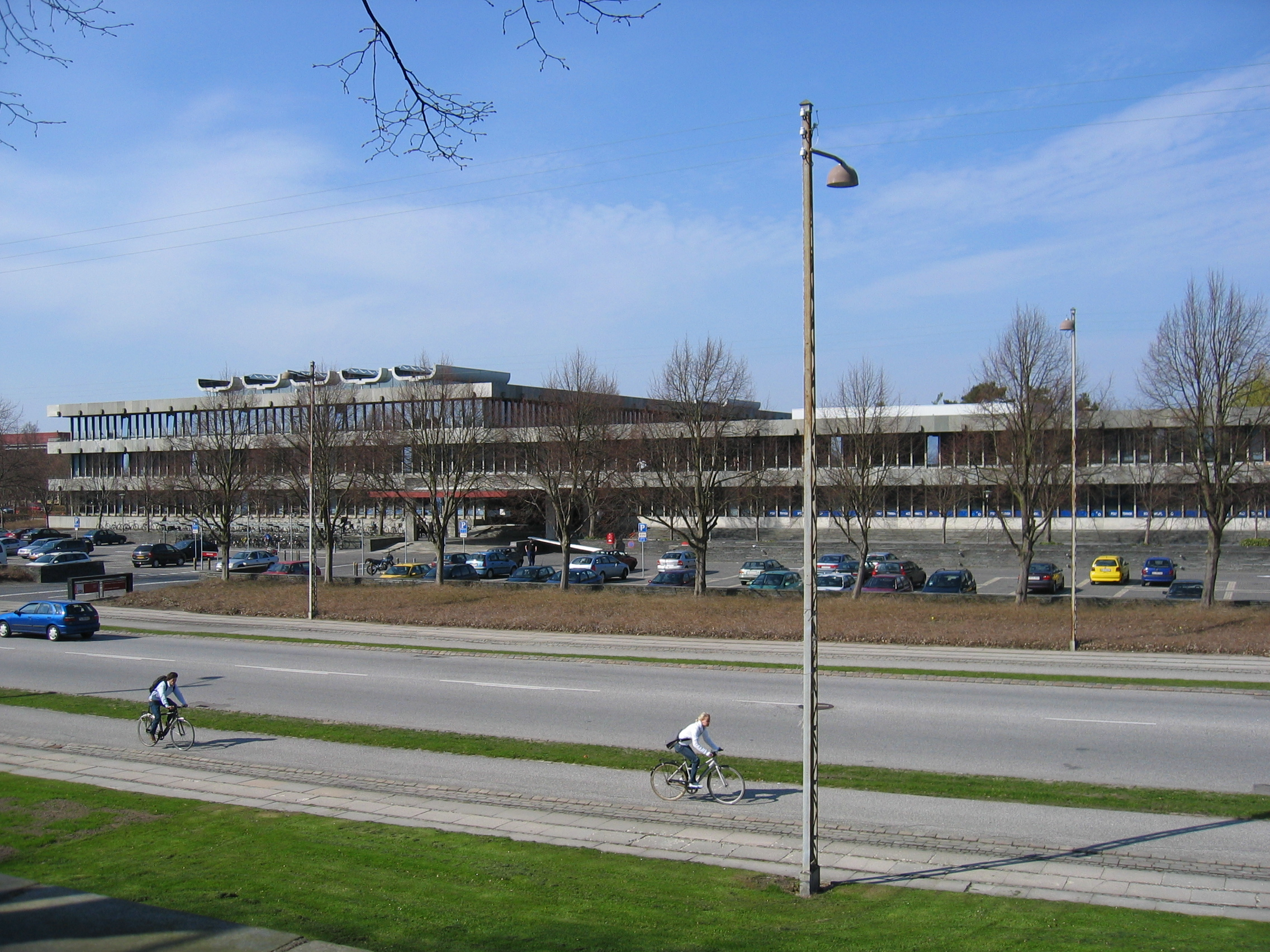
DTU的101楼

丹麦技术大学（DTU）建立之初的目的是培养年轻人从事工业生产，以及培养科技教师。当现代工业于19世纪80年代真正腾飞之时，DTU的工程师们开始在各个工业机构担任要职。在最初的135年DTU大学位于哥本哈根市中心，但由于教学和科研机构的不断增加，又苦于无法在同一个地方建造更多的校舍，只好在这里圈一块地，又在那里盖一座楼。这种东拼西凑形成的星罗棋布式的校园格局已在很大程度上阻碍了学校的发展，所以在1962－1972十年的时间里，丹麦技术大学逐步搬迁到位于哥本哈根市以北15公里的灵比校园，学校得到了需要的发展空间，校园的总面积约为37.5万平方米。

## 排名
- 在2014年，丹麦技术大学被泰晤士高等教育评为世界第117名。[6]

- 在QS subject 2014/15排名的工程类中，DTU被评为：
  - No. 2 北欧
  - No. 36 世界
- 在2016年U.S. News & World Report：Best Global Universities的工程类排名中DTU位居[7]：
  - No. 4  欧洲
  - No. 18 世界
- 2015年上海交通大学的世界大学学术排名中，DTU为[8]：
  - 世界综合排名：  101-150
  - 世界工程类排名：38
- 2015年湯森路透的The World's Most Innovative Universities中，DTU位列[9]：
  - No. 43 世界
- 在莱顿2008年发布的，基于2000-2007年Web of Science上文章发表数量的排名中，DTU在欧洲100所最大的大学里：[10]
  - No. 1 北欧
  - No. 5 欧洲
- 2019软科世界大学学术排名第101-150，2020泰晤士高等教育世界大学排名第184位，2020QS世界大学排名第112位，2020U.S. News世界大学排名第148位。[2][3][4][5]

## 院系
- Risø国家实验室
- 土木工程系（BYG）
- 生物系统学系
- 生物系
- 生物序列分析中心
- 電子納米顯微學中心（CEN）
- 信息与通信研究中心(CICT)
- 交通运输研究中心
- 光电工程学系
- 丹麦芯片研究中心DANCHIP
- 化学工程学系(KT)
- 化学系(KEMI)
- 制造工程及管理系(IPL)
- 数学系(MAT)
- 机械工程系(DTU Mekanik)
- 物理系(FYSIK)
- 工业工程系(IEM)
- 国家水资源实验室(DTU Aqua)
- 环境资源实验室(ER)
- 信息与数学建模系(DTU Informatics)
- 微晶与纳米技术系(MIC)
- 丹麦技术知识中心/图书馆(DTV)
- 电子工程系(DTU Elektro)

## 知名校友
- 汉斯·奥斯特 (物理学家、创建者及首任校长)
- 严隽琪（全国人民代表大会常务委员会副委员长、中国民主促进会中央主席）
- 克雷格·贝瑞特（英特尔董事长）
- Jørgen Lindegaard（北欧航空集团CEO）
- Niels B. Christiansen（Danfoss集团CEO）
- Henrik O. Madsen（挪威船级社CEO）
- Dines Bjørner
- Per Brinch Hansen
- Rodney Cotterill
- 路德維格·奧古斯特·柯丁
- Henrik Dam
- 安高·恩厄隆
- P. Ole Fanger
- 安德斯·海尔斯伯格（Turbo Pascal语言主要作者，微软.Net首席架构师）
- Henrik Wann Jensen
- Lars Knudsen
- Martin Knudsen
- Peter Naur
- Jakob Nielsen
- P. O. Pedersen
- Bjarne Tromborg
- Jens Ulstrup
- Yiran Li

## 争议
丹麦技术大学在2009年曾陷入争议，因时任化学系主任索伦森（O.W. Sørensen）为山达基（又称科学神教）高级会员。2010年5月1日，其主任职位由Erling Stenby取代。